# Probeband
Von einem Probeband spricht man in der Druckindustrie. Einen Probeband, auch Blindmuster oder Dummy genannt, legt der Buchbinder vor Beginn der Bindearbeit an einem Buch dem Verleger vor, um die Ausführung des Bandes überprüfen und genehmigen zu lassen. Vielfach genügt dazu die Vorlage einer einzelnen Einbanddecke.
Der Verleger lässt zu Werbezwecken, etwa für Ausstellungen, von noch nicht erschienenen Büchern Probebände anfertigen, um den Interessenten die Vorbestellung verlockender zu machen. In derartige Probebände werden meist nur der Titelbogen, im Übrigen aber leere Bögen gebunden (Blindmuster), so dass man den endgültigen Umfang der Bücher zeigen kann (daher auch Umfangmuster genannt).